# Ivana Ninković
Ivana Ninković (ur. 15 grudnia 1995 w Trebinje) – bośniacka pływaczka.
W 2011 wystąpiła na mistrzostwach świata, na których uplasowała się na 23. pozycji na 50 m stylem klasycznym z czasem 32,86 s i 37. na dwukrotnie dłuższym dystansie z czasem 1:14,32 s. W tym samym roku wzięła udział w mistrzostwach Europy w pływaniu na krótkim basenie, na których była 36. na 50 m stylem klasycznym z czasem 33,00 s i 41. na dwukrotnie dłuższym dystansie z czasem 1:12,36 s.
W 2012 wystąpiła na igrzyskach olimpijskich, na które pojechała bez trenera z powodu braku funduszy. Na igrzyskach wystartowała na 100 m stylem klasycznym. Odpadła w pierwszej rundzie mimo zajęcia 1. miejsca w swoim wyścigu eliminacyjnym z czasem 1:14,04 s. Jest najmłodszym bośniackim olimpijczykiem. W tym samym roku wzięła też udział w mistrzostwach Europy, na których uplasowała się na 12. pozycji w półfinale na 50 m stylem klasycznym z czasem 32,26 s (wcześniej była 9. w eliminacjach z czasem 32,19 s) oraz 32. na 100 m stylem klasycznym z czasem 1:11,19 s. W 2012 wystartowała jeszcze w mistrzostwach Europy w pływaniu na krótkim basenie, na których odpadła w półfinale na 50 m stylem klasycznym, zajmując 10. miejsce z czasem 31,46 s (w eliminacjach uplasowała się na 11. pozycji z czasem 31,63 s) i w eliminacjach na dwukrotnie dłuższym dystansie, zajmując 25. miejsce z czasem 1:10,17 s. W grudniu 2012 została uznana najlepszą bośniacką sportsmenką roku.
W 2013 była 4. na 50 m stylem klasycznym na igrzyskach śródziemnomorskich. W tym samym roku wystąpiła również na mistrzostwach świata, na których uplasowała się na 33. pozycji na 50 m stylem klasycznym z czasem 32,32 s i 45. na dwukrotnie dłuższym dystansie z czasem 1:12,39 s. Wzięła także udział w mistrzostwach Europy w pływaniu na krótkim basenie, na których zajęła 40. miejsce na 50 m stylem klasycznym z czasem 31,88 s (10. pozycja w swoim wyścigu eliminacyjnym), a także została zdyskwalifikowana na dwukrotnie dłuższym dystansie.
Reprezentuje klub Olimp Banja Luka.